# 久代駅
久代駅（くしろえき）は、島根県浜田市久代町にある、西日本旅客鉄道（JR西日本）山陰本線の駅である。事務管コードは▲640762。

## 歴史
- 1959年（昭和34年）3月1日：国鉄山陰本線波子駅 - 下府駅間に新設[1]。旅客営業のみ[1]の駅員無配置駅[3]。
- 1987年（昭和62年）4月1日：国鉄分割民営化に伴い、JR西日本の駅となる[1]。

## 駅構造

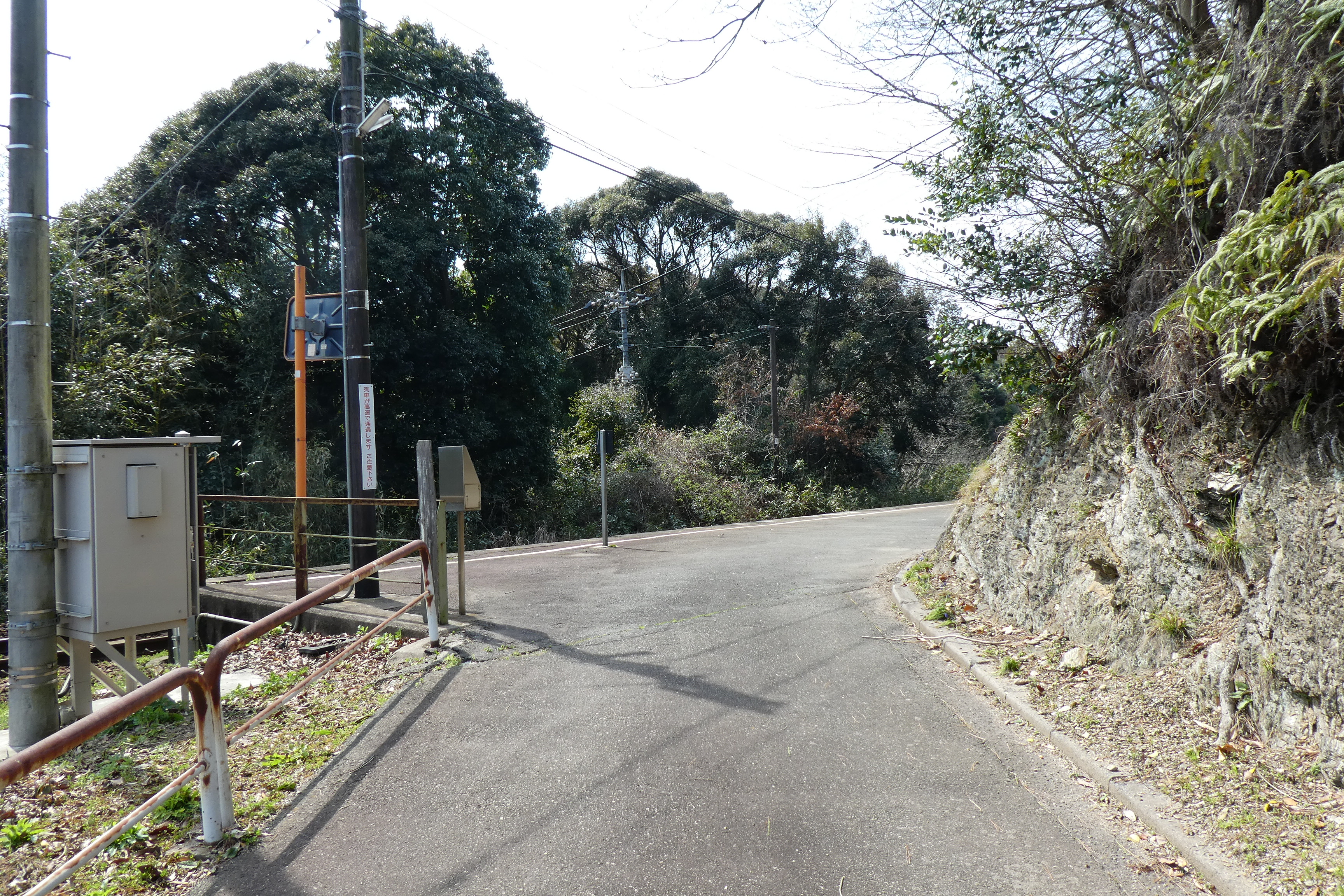
駅入口（2020年3月）

益田方面に向かって右側に単式ホーム1面1線を有する地上駅（停留所）。地形の都合上、集落からは高い位置にある。
浜田鉄道部管理の無人駅。出雲市寄りにある出入口から直接ホームに入る形となっている。
客車列車が走っていた頃は、車両長さがホーム有効長を超えるため、普通列車でも通過することがあった。これは、普通列車が全て気動車化された後の1992年（平成4年）3月まで続いた。

## 利用状況
2022年度の1日平均乗車人員は4人である。2004年度は11人、1994年度は31人、1984年度は23人であった。
近年の1日平均乗車人員の推移は以下の通り。
| 乗車人員推移 | 乗車人員推移 |
| 年度         | 1日平均人数  |
| ------------ | ------------ |
| 1999         | 23           |
| 2000         | 24           |
| 2001         | 17           |
| 2002         | 12           |
| 2003         | 14           |
| 2004         | 11           |
| 2005         | 11           |
| 2006         | 12           |
| 2007         | 14           |
| 2008         | 16           |
| 2009         | 12           |
| 2010         | 11           |
| 2011         | 11           |
| 2012         | 11           |
| 2013         | 14           |
| 2014         | 10           |
| 2015         | 5            |
| 2016         | 5            |
| 2017         | 3            |
| 2018         | 3            |
| 2019         | 2            |
| 2020         | 3            |
| 2021         | 3            |
| 2022         | 4            |

## 駅周辺

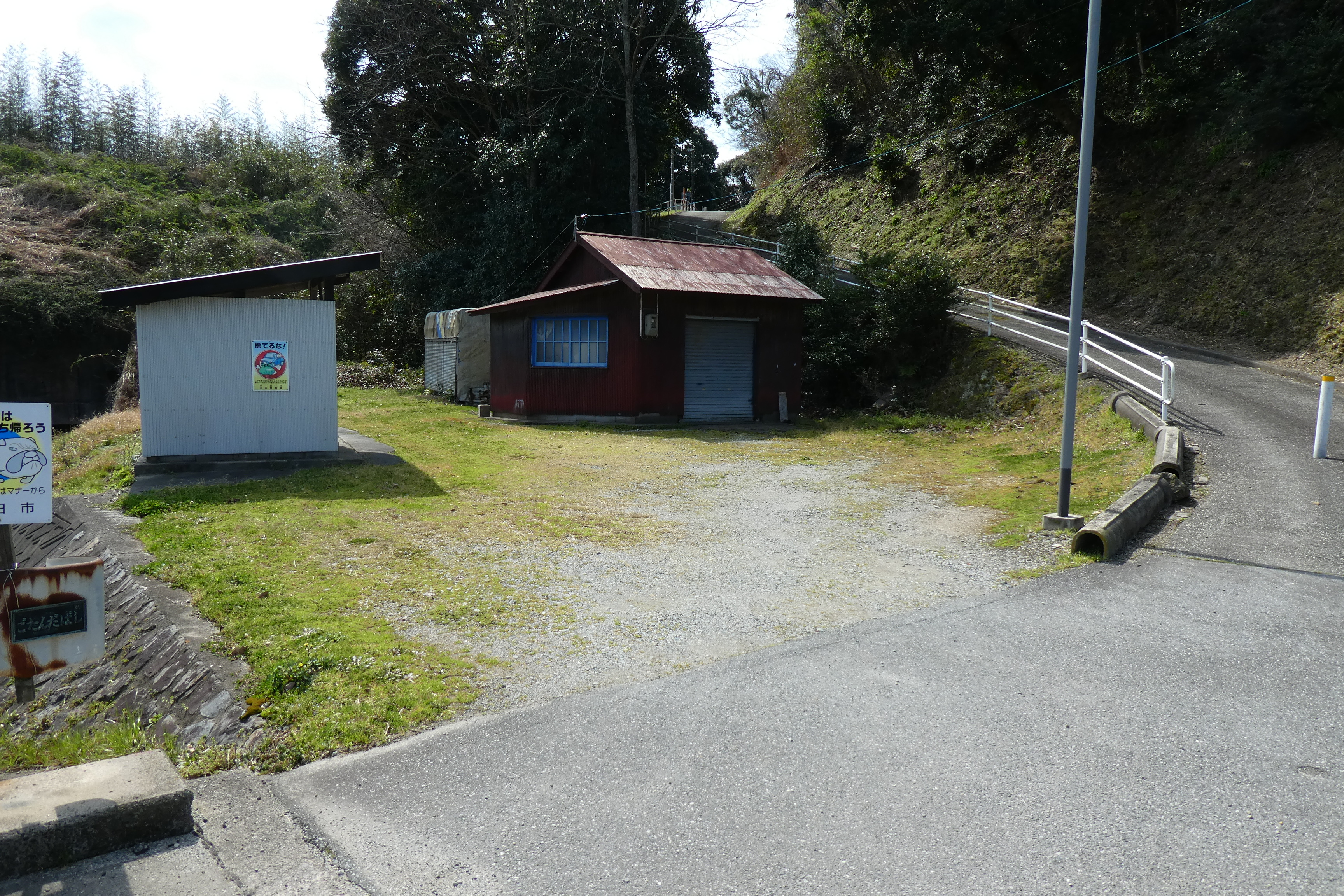
駅につながる坂道（2020年3月）

- 浜田ゴルフリンクス
- 石見海浜公園
- 国道9号
- 久代川

## 隣の駅
西日本旅客鉄道（JR西日本）
 山陰本線
波子駅 - 久代駅 - 下府駅

#### 統計資料
1. ↑  “島根県統計書”. しまね統計情報データベース.   島根県政策企画局. 2025年2月4日閲覧。